# Bourse de Montréal
Pour les articles homonymes, voir Bourse.
La Bourse de Montréal (MX) est un marché financier situé à Montréal qui œuvre dans les domaines des produits dérivés financiers, des services de compensation et des solutions en technologie de l'information. La Bourse de Montréal est aussi actionnaire majoritaire de la Bourse de Boston.

## Historique
Dès 1832 ont lieu les premières transactions sur actions à Montréal, qui figurent parmi les premières de l'Histoire des bourses de valeurs. En 1874, une charte d'organisme à but non lucratif est accordée à la Bourse de Montréal, ce qui fait d'elle la première bourse à être créée au Canada .

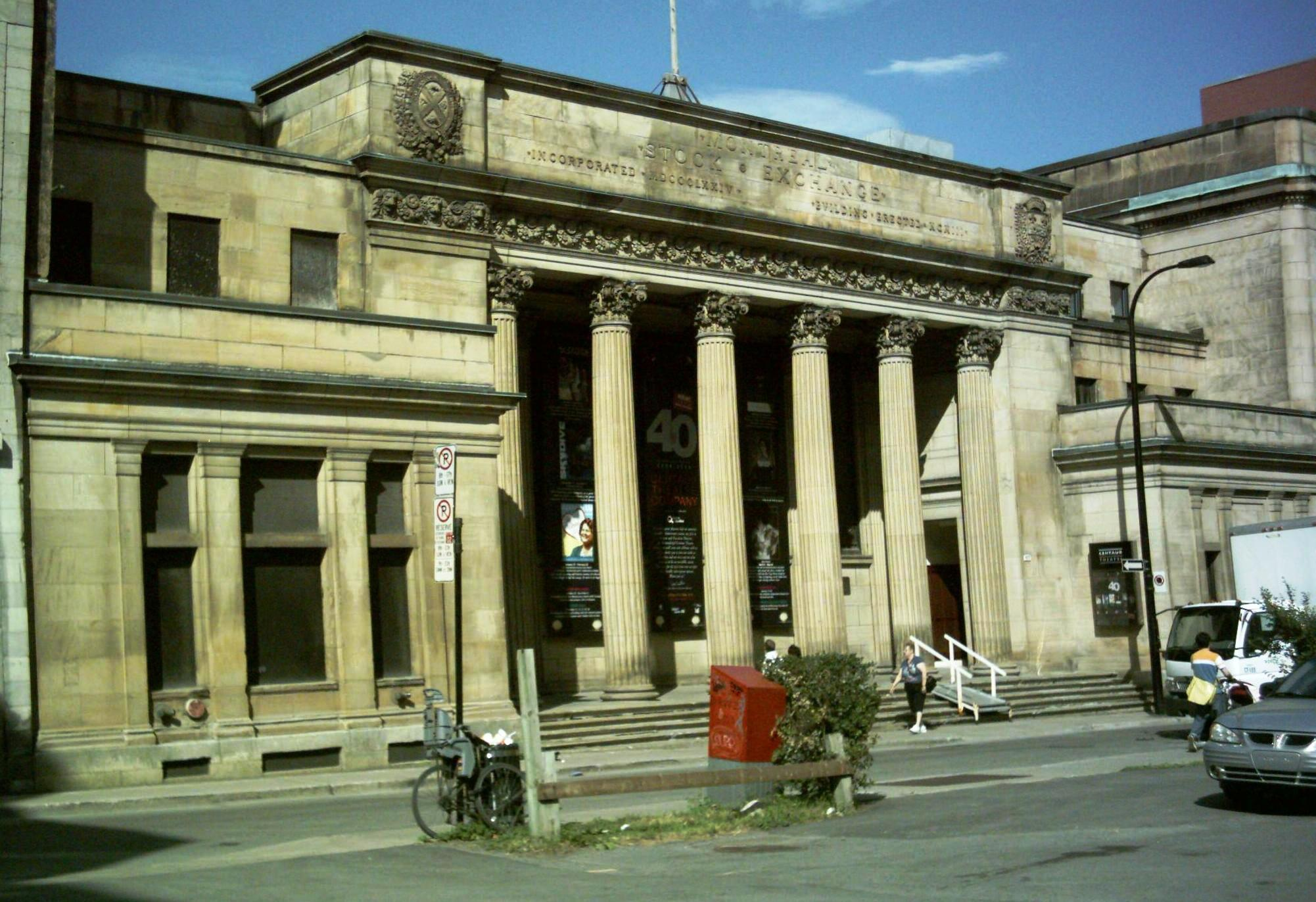
Situation de l'ancienne Bourse de Montréal.

### Effondrement de la Bourse de Montréal
Dans le sillage de la chute de la Bourse de New York, la Bourse de Montréal s'effondre le 29 octobre 1929.

### Déménagements
À ses débuts, la Bourse de Montréal loge dans l’édifice Merchant’s Exchange situé au 211 rue Saint-Sacrement dans le Vieux-Montréal. En 1904, elle déménage dans un édifice qu’elle s’est fait construire au 457 rue Saint-François-Xavier. En 1965, elle quitte cet édifice (qui deviendra en 1969 le théâtre Centaur) pour s'installer à la limite ouest du Vieux-Montréal dans la nouvelle Tour de la Bourse, au 800 Square Victoria.
En 2018, elle déménage à nouveau vers l’ouest et s'installe à la tour Deloitte construite en 2015.

### Fusion
En 1974, la Bourse canadienne fusionne avec la Bourse de Montréal à l'occasion des célébrations du centenaire de cette dernière. 

### Marché climatique de Montréal
Le 7 décembre 2005, lors de la Conférence de Montréal sur les changements climatiques, la Bourse de Montréal annonça en partenariat avec le Chicago Climate Exchange, la création du Marché climatique de Montréal, nouvelle bourse de produits dérivés environnementaux de la finance du carbone.
La Bourse de Montréal s'inscrit en bourse à la cote de la Bourse de Toronto (TSX) le 27 mars 2007 sous le symbole MXX.
En octobre 2007 la Bourse de Montréal entre en négociations concernant l‘augmentation de sa participation dans la Bourse de Boston (BOX), dont elle est déjà opérateur pour le marché des options, jusqu'à concurrence de 53 %.

### Fusion avec la Bourse de Toronto
En décembre 2007, les bourses de Toronto et de Montréal fusionnent et forment le Groupe TMX.